# Таос (Мисури)
Таос (енгл. Taos) град је у америчкој савезној држави Мисури.

## Демографија
По попису из 2010. године број становника је 878, што је 8 (0,9%) становника више него 2000. године.
| Група             | 2000.       | 2010.       |
| Белци             | 866 (99,5%) | 858 (97,7%) |
| Афроамериканци    | 0 (0,0%)    | 0 (0,0%)    |
| Азијати           | 0 (0,0%)    | 2 (0,2%)    |
| Хиспаноамериканци | 1 (0,1%)    | 9 (1,0%)    |
| Укупно            | 870         | 878         |